# 护国军政府
护国军政府建立于护国运动期间，其包含云南军都督府、贵州都督府、两广护国军都司令部、中华民国军务院等政权。其中中华民国军务院是中央政权。1915年12月25日，云南军都督府建立，护国军政府随之建立。1916年5月8日，在梁启超和李根源、张鸣岐、黄孟曦等人筹划下，又经与各方面联络协商，在广东肇庆成立对抗北洋政府的护国军军务院，遥尊黎元洪为大总统。梁启超任抚军兼政务委员长继续指挥护国运动。
山东于1916年5月5日在周村建立山东护国军政府。 
1916年6月6日，袁世凯病逝。7月14日，中华民国军务院解散，护国军政府随之解散。